# Afrectopius melanisticus
Afrectopius melanisticus är en stekelart som beskrevs av Heinrich 1967. Afrectopius melanisticus ingår i släktet Afrectopius och familjen brokparasitsteklar. Inga underarter finns listade i Catalogue of Life.